# Piper percostatum
Piper percostatum är en pepparväxtart som beskrevs av Truman George Yuncker. Piper percostatum ingår i släktet Piper och familjen pepparväxter. Inga underarter finns listade i Catalogue of Life.